# Фонгсит Веангвісет
Фонгсит Веангвісет (тай. พงษ์สิทธิ์ เวียงวิเศษ; 22 січня 1972, Кхонкен, Таїланд) — таїландський професійний боксер, кікбоксер, боєць муай-тай, чемпіон Азійських ігор з боксу.

## Аматорська кар'єра
1995 року Фонгсит Веангвісет став чемпіоном Ігор Південно-Східної Азії.
На Олімпійських іграх 1996 переміг Ірвіна Бухлалу (ПАР) — 21-5 і Ярослава Конечни (Чехія) — 20-6, а у чвертьфінвалі програв Терренсу Котен (США) — 10-14.
На чемпіонаті Азії 1997 програв у другому бою Мухаммадкадиру Абдуллаєву (Узбекистан), отримавши бронзову медаль.
На Кубку світу 1998 переміг двох суперників, а у фіналі програв Маріо Кінделану (Куба).
1998 року Фонгсит Веангвісет став чемпіоном Азійських ігор, здолавши у півфіналі Сін Ин Чхоль (Південна Корея) і у фіналі Тимура Сулейманова (Узбекистан).
На чемпіонаті світу 1999 переміг двох суперників, а у чвертьфіналі програв Маріо Кінделану (Куба) — 2-8.
На Олімпійських іграх 2000 в першому бою знов програв Маріо Кінделану (Куба) — 8-14.

## Професіональна кар'єра
Фонгсит Веангвісет 1991 року провів перший бій на професійному боксерському рингу. Пізніше зустрічався з деякими з найкращих кікбоксерів тайського боксу. Після Олімпіади 2000 впродовж 2002—2005 років провів ще 16 боїв на професійному боксерському рингу.